# Torneo Competencia 1934
El Torneo Competencia 1934 fue la primera edición del Torneo Competencia. Compitieron los diez equipos de Primera División y lo ganó Nacional de forma invicta. La forma de disputa fue de dos grupos de cinco equipos a una rueda todos contra todos. Los dos mejores de cada grupo clasificaban a la fase final, la cual se definió de forma eliminatoria.

## Primera fase

### Grupo A
| Equipo               | Puntos | PJ | PG | PE | PP | GF | GC | Dif. |
| -------------------- | ------ | -- | -- | -- | -- | -- | -- | ---- |
| Montevideo Wanderers | 8      | 4  | 4  | 0  | 0  | 10 | 5  | +5   |
| Peñarol              | 6      | 4  | 3  | 0  | 1  | 15 | 3  | +12  |
| Racing               | 3      | 4  | 1  | 1  | 2  | 6  | 11 | -5   |
| Bella Vista          | 2      | 4  | 0  | 2  | 2  | 5  | 10 | -5   |
| Sud América          | 1      | 4  | 0  | 1  | 3  | 3  | 10 | -7   |

### Resultados
| Sud América | 1-1 | Bella Vista |
| Wanderers   | 3-2 | Racing      |

| Racing    | 1-1 | Bella Vista |
| Wanderers | 1-0 | Peñarol     |

| Wanderers | 3-2 | Bella Vista |
| Peñarol   | 4-0 | Sud América |

| Racing  | 2-1 | Sud América |
| Peñarol | 5-1 | Bella Vista |

| Peñarol   | 6-1 | Racing      |
| Wanderers | 3-1 | Sud América |

### Grupo B
| Equipo         | Puntos | PJ | PG | PE | PP | GF | GC | Dif. |
| -------------- | ------ | -- | -- | -- | -- | -- | -- | ---- |
| Nacional       | 8      | 4  | 4  | 0  | 0  | 8  | 3  | +5   |
| Rampla Juniors | 5      | 4  | 2  | 1  | 1  | 8  | 4  | +4   |
| Defensor       | 3      | 4  | 0  | 3  | 1  | 4  | 5  | -1   |
| Central        | 3      | 4  | 1  | 1  | 2  | 4  | 7  | -3   |
| River Plate    | 1      | 4  | 0  | 1  | 3  | 3  | 8  | -5   |

### Resultados
| Nacional | 2-0 | Central     |
| Defensor | 1-1 | River Plate |

| Nacional       | 2-1 | River Plate |
| Rampla Juniors | 0-0 | Defensor    |

| Rampla Juniors | 3-1 | Central  |
| Nacional       | 2-1 | Defensor |

| Nacional | 2-1 | Rampla Juniors |
| Central  | 1-0 | River Plate    |

| Rampla Juniors | 4-1 | River Plate |
| Defensor       | 2-2 | Central     |

## Fase final

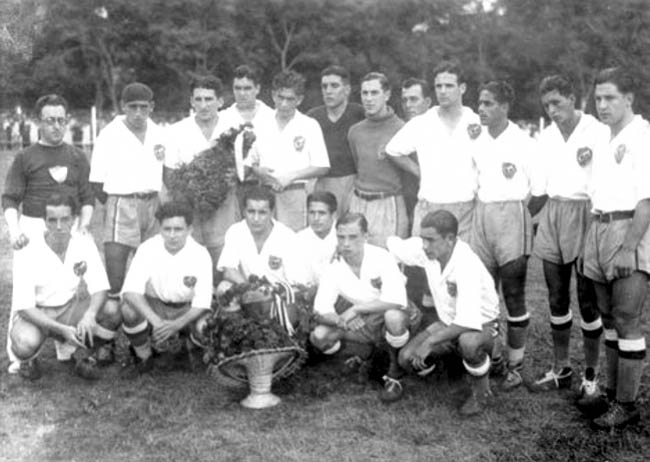
Plantel de Nacional campeón del Torneo Competencia 1934.

| M. Wanderers | 2-2 | Rampla Juniors |
| Nacional     | 3-0 | Peñarol        |

| Nacional | 3-0 | M. Wanderers | Centenario |

| Campeón Nacional 1.er título |